# Chess
Chess är en svensk/brittisk musikal från 1986 med musik av Benny Andersson och Björn Ulvaeus, sångtexter av Tim Rice.

## Historia
Andersson, Ulvaeus och Rice påbörjade arbetet med Chess under tidigt 1980-tal och 1984 släpptes ett konceptalbum inspelat i Polar Studios i Stockholm. Den 27 oktober 1984 påbörjades en konsertturné genom Europa med artisterna från skivinspelningen. 
Trots att huvudpersonerna i Chess inte var avsedda att representera några verkliga personer, var amerikanen Freddie löst baserad på schackstormästaren Bobby Fischer, medan delar av berättelsen kan ha inspirerats av de ryska stormästarna Viktor Kortjnojs och Anatolij Karpovs schackkarriärer.
Från konceptalbumet släpptes singeln One Night in Bangkok, sjungen av Murray Head och med Anders Glenmark i refrängen, som blev en stor hit runtom i världen och nådde plats tre på amerikanska Billboardlistan. Singeln I Know Him So Well, framförd av Elaine Paige och Barbara Dickson, låg på förstaplatsen på Englandslistan i fyra veckor. 1985 filmades musikvideor till One Night in Bangkok, Nobody's Side, The Arbiter, I Know Him So Well och Pity the Child i regi av David G. Hillier.
Urpremiären av musikalen ägde rum på Prince Edward Theatre i Londons West End 14 maj 1986, där den sedan gick i tre år i totalt 1 130 föreställningar. Huvudrollerna spelades av Elaine Paige (Florence), Murray Head (Freddie) och Tommy Körberg (Anatolij). Trevor Nunn svarade för regin och Anders Eljas för musikarrangemang.
Föreställningen gick också på Broadway i New York 1988. Broadway uppsättningen var mycket annorlunda mot den i West End, både vad gällde musik och story. Bland annat hade man tagit in Richard Nelson för att skriva ett bokmanus, Chess, varpå man byggde musikalen kring. Denna uppsättning innehöll bl.a ganska mycket dialog mellan sångerna, vilket den tidigare uppsättningen saknat. Broadway-uppsättningen blev inte framgångsrik och fick stängas efter endast två månader.
2015 sattes konsertversionen av Chess upp som en turné i Sverige. Huvudrollerna gjordes då av Anders Glenmark (Freddie), Philip Jalmelid (Anatolij), Gunilla Backman (Florence) och Sarah Dawn Finer (Svetlana). Förutom att Anders Glenmark återkom till musikalen som sångare, återkom även dirigent Anders Eljas och musikerna Svante Persson, Per Lindvall, Lasse Wellander och Peter Ljung. De fyra sistnämnda var alla med vid den första konsertversionen av Chess, hösten 1984.
Musikalen, som inte spelats i större format i vare sig West End eller på Broadway sedan 1980-talet, sattes upp av English National Opera i London 2018 och spelades i fem veckor.

### Chess på svenska
Chess på svenska hade premiär på Cirkus i Stockholm den 23 februari 2002, i regi av Lars Rudolfsson, som tillsammans med Björn Ulvaeus och Jan Mark även gjorde den svenska översättningen och bearbetningen. Där gavs Anatolijs hustru Svetlana större utrymme och kärlekshistorien fick en mer central plats i föreställningen. Man lade även till deras son, som får en betydande roll i slutet. Tommy Körberg, som var med redan i London på 1980-talet, spelade återigen Anatolij och i övriga roller syntes Helen Sjöholm, Anders Ekborg, Per Myrberg, Rolf Skoglund och Josefin Nilsson. I ensemblen fanns även namn som Vicki Benckert, Sandra Caménisch, Fredrik Kempe, Helena Jonason, Ludvig Andersson, Edvin Törnblom och Martyna Lisowska. Det var dock inte första gången Chess spelades i Sverige; den har spelats på engelska i konsertversion, bland annat på Eriksbergshallen i Göteborg.
2012 satte GöteborgsOperan upp Chess i dess svenska bearbetning och i regi av Mira Bartov. Musikalen spelades till våren 2013 för utsålda hus. Rollerna som Anatolij och Freddie gjordes av Philip Jalmelid och Christopher Wollter. Evelyn Jons gjorde Florence och Nina Pressing gjorde Svetlana.
2017 satte Underhållningspatrullen upp Chess på svenska i Kristianstad i Anders Eljas omorkestrerade version. Rollerna som Anatolij, Florence och Freddie gjordes av Johan Wikström, Frida Modén Treichl och Patrik Martinsson. Hanna la Fleur gjorde Svetlana, Peter Järnstedt gjorde Molokov och David Rix gjorde Jean Jacques van Boren (chefsdomaren).
2019 sattes Chess på svenska upp på Säffleoperan, med  premiär den 5 oktober. Rollerna som Anatolij, Florence, och Freddie gjordes av Joel Zerpe, Elisabeth Rustad och Jonas Whålin. Jenny Norén gjorde Svetlana, Thomas Khilström gjorde Molokov och Kaj Hagstrand gjorde domaren.
Juni 2022 sattes Chess på svenska upp på Helsingborg Arena med premiär 30 juni och totalt 9 föreställningar som avslutades 10 juli. Rollerna gjordes av Loa Falkman som Molokov, Gunilla Backman som Florence, Anders Ekborg som Anatolij, Johan Hwatz som Freddie,  Karoline Dons som Svetlana och Gert Fylking som domaren.

## Sångnummer
Dessa sånger finns med på konceptalbumet som gavs ut 1984.
Akt 1
- Merano
- The Russian and Molokov / Where I Want to Be
- Opening Ceremony
- Quartet (A Model of Decorum and Tranquility)
- The American and Florence / Nobody's Side
- Chess
- Mountain Duet
- Florence Quits
- Embassy Lament
- Anthem

Akt 2
- Bangkok / One Night in Bangkok
- Heaven Help My Heart
- Argument
- I Know Him So Well
- The Deal (No Deal)
- Pity the Child
- Endgame
- Epilogue: You and I / The Story of Chess / You and I (repris)

## Roller på konceptalbumet
- The American – Murray Head
- The Russian – Tommy Körberg
- Florence – Elaine Paige
- Molokov – Denis Quilley
- The Arbiter – Björn Skifs
- Svetlana – Barbara Dickson

## Chess på svenska

### Handling
Detta är den version av handlingen som spelades i den svenska uppsättningen av musikalen, en annan version spelades i originaluppsättningarna.
Akt I
Schackspelaren Anatolij Sergijevski lämnar sitt hem i Moskva senvintern 1986 för att spela en viktig match i Merano. Han har nyligen bråkat med sin fru, som absolut vill följa med honom, då hon aldrig varit i väst. På flygplatsen möter han sin övervakare från KGB, Molokov, som även är en gammal vän. Väl framme i Italien möts de av en parad anordnad för Anatolijs motståndare, Freddie Trumper från USA. De möter snart denna, som tillsammans med sin flickvän Florence Vaszi anlänt ungefär samtidigt. Freddie förolämpar Anatolij, men Florence ber om ursäkt bara för att sedan bli utskrattad av folkmassan. Medan Molokov följer Anatolij till sitt hotell har de en diskussion om Freddie, som sedan leder till att Anatolij anklagar Molokov och partiet för att ha spridit ut lögner om honom.
Ett gräl utspelar sig på Freddies och Florences hotellrum. Den senare har tröttnat på sin pojkväns beteende bland folk. Freddie försvarar sig genom att dra upp historien om Florence barndom. Florence förlorade sin pappa under Sovjets intåg i Ungern 1956, och hennes barndomsskräck väller upp igen och hon ser hela scenen där hennes pappa blir bortförd av kommunisterna.
Grälet fortsätter dock efter, och Florence tar sig till en dansbar.
Dagen därpå är det dags för match. Vi får möta chefsdomaren, Jean Jacques van Boren, som tydligt förklarar att han inte kan tolerera en turnering som handlar om politik. Matchen påbörjas, och under denna tappar Freddie totalt besinningen, välter omkull brädet och lämnar salen. En diskussion utbryter mellan Florence, Molokov, Anatolij och Domaren.
På kvällen sitter Florence ensam och förtvivlad i en pianobar.
Där söker Anatolij upp henne, och förklarar för henne att de i Ryssland inte visste vad som försiggick utanför landets gränser. Han frågar henne sedan hur länge hon känt Freddie, och hon förstår vart han vill komma. Hon förklarar för Anatolij att hon inte låter sin pojkvän behandla henne hursomhelst. En spänning och attraktion uppstår dem emellan och tillsammans ger de sig iväg från hotellet.
När Molokov upptäcker att Anatolij är försvunnen blir det panik i det sovjetiska lägret, den hemliga polisen alarmeras. I Moskva blir Anatolijs hustru, Svetlana, och deras son diskret bortförda från en kyrka av några KGB-män, för att utsätta Anatolij för känslomässig utpressning.
Anatolij bestämmer sig för att söka politisk asyl och uppsöker tillsammans med Florence det amerikanska konsulatet. Där ordnas lite senare en stor presskonferens med anledning av det inträffade.
Av pressuppbådet får Freddie senare vetskap om att Anatolij har sökt asyl, och om hans kärleksaffär med Florence.
Anatolij går ensam på en gata. Han tvingas möta sina innersta tankar kring avhoppet, kring sitt fosterland och sin framtid.
Akt II
Sent på natten återvänder Florence till hotellrummet. Där visar Freddie upp tidningar med bilder på henne och Anatolij. Uppgörelsen mellan dem slutar med att hon lämnar honom. Freddie lämnas ensam kvar, där han minns sin barndom, sina föräldrars bråk, hur hans pappa lämnade dem, hur hans mor var tvungen att sälja sig själv för att få pengar att leva för.
Svetlana och sonen kommer till Anatolijs hotellrum ledsagade av KGB-män. Anatolijs känslor sätts på prov av både hans känslor gentemot Svetlana och av Molokovs och KGB:s påtryckningar och hot. Anatolij lämnar hotellet.
Ensam inser Florence vad hon innerst inne känner för Anatolij. Samtidigt ger sig den vilsna Svetlana ut för att söka sin man.
I ett vårfestligt Merano möts Anatolij och Florence. De upplever en stunds lycka i karnevalens vimmel. Plötsligt dyker dock Freddie upp och det blir en häftig konfrontation. Men i lugnet efter stormen tyr sig Anatolij och Florence till varandra.
På en presskonferens berättar domaren att matchen skall fortsätta. Där råkar Florence och Svetlana få syn på varandra och en kamp om Anatolij utbryter dem emellan.
Pressad av samvetskval minns Molokov sin stora kärlek, en kvinna han tvingades lämna på grund av sina politiska arbeten. Trots det hotar han Anatolij. Om Anatolij hoppar av till väst, kommer hans familj att råka illa ut. Han måste förlora matchen, skylla på sitt hälsotillstånd och hävda att han måste hem till Moskva för att skrivas in på ett sjukhus. 
Anatolij gör sitt val och förlorar matchen för att rädda sin familj. Efter matchen möts han och Florence en sista gång utanför flygplatsen. De tar ett sista farväl och skiljs åt.

### Sångnummer (Eventuella engelska originaltitlar inom parentes)
Akt I
- Ouvertyr
- Historien om schack (Story of Chess) – Anatolij
- Där jag ville vara (Where I Want to Be) – Anatolij
- Merano (Merano) – Ensemble, Freddie, Florence
- Anatolij och Molokov (The Russian and Molokov) - Anatolij och Molokov
- Ungern 56 (1956- Budapest is rising) – Freddie och Florence
- One Night in Bangkok  – I den svenska uppsättningen användes konceptinspelningen från 1984, med sång av svenska Anders Glenmark
- Lämna inga dörrar på glänt (Nobody's side)– Florence
- Jag vill se Schack (The Arbiter) – Domaren Jean Jacques van Boren
- Kvartett (Quartet)– Molokov, Florence, Domaren och Anatolij
- Lärarens historia – Anatolij
- Inte jag (Someone Else's Story) – Florence
- Presskonferens/Möte på en bro (Mountain Duet) – Anatolij och Florence
- Hon är min enda vän – Freddie
- Vad känner du – Florence
- I mitt hjärtas Land (Anthem) – Anatolij

Akt II
- Entract/Florence lämnar Freddie (Delar av Florence Quits)– Florence och Freddie
- Vem ser ett barn (Pity the Child) – Freddie
- Ni dömer mig (Delar av Endgame)– Anatolij, Svetlana, Molokov, KGB-män, Hotellpersonal mfl.
- Om han var här (Heaven Help My Heart) – Florence
- Han är en man, Han är ett barn  – Svetlana
- Merano/Vem kunde ana (The Deal) – Florence, Freddie, Anatolij
- Drömmar av glas (You and I) – Anatolij och Florence
- Jag vill se Schack – Domaren Jean Jacques van Boren
- Jag vet vad han vill (I Know Him So Well) – Svetlana och Florence
- Glöm mig om du kan – Molokov
- Capablanca (Endgame) – Kör
- Drömmar av glas (You and I) – Anatolij och Florence
- Historien om Schack (Story of Chess) – Kör
- Drömmar av glas (You and I) – Anatolij och Florence

### Svenska roller
- Anatolij Sergievskij – Tommy Körberg
- Florence Vaszi – Helen Sjöholm
- Frederic "Freddie" Trumper – Anders Ekborg
- Svetlana Sergievskaja – Josefin Nilsson
- Aleksandr "Sasja" Molokov – Per Myrberg
- Domaren, Jean Jacques van Boren – Rolf Skoglund
- Anatolijs son, Misja Sergievskij – Axel Myrberg (Pers son)

### Film
Chess på Svenska är en dvd från 2003, där musikalen filmades under en föreställning på Cirkus i Stockholm.

## Produktioner
- 1984 – Europeisk konsertturné
- 1986 – West End, London
- 1988 – Broadway, New York
- 1989 – Carnegie Hall, New York, konsert
- 1989 – Skellefteå, konsert
- 1990 – USA-turné
- 1990 – Sydney, Australien
- 1992 – Budapest, Ungern
- 1994 – Göteborg, konsert
- 1995 – Los Angeles
- 1997 – Melbourne
- 2001 – Danmarksturné
- 2002 – Stockholm, på svenska
- 2003 – Broadway, New York, konsert
- 2005 – Norge, konsert
- 2006 – Tartu, Estland
- 2007 – Los Angeles
- 2008 – Johannesburg, Sydafrika
- 2008 – Kapstaden, Sydafrika
- 2008 – London, konsert
- 2010 – Arlington, USA
- 2010 – Storbritannienturné
- 2011 – Aberystwyth
- 2011 – Charlotte
- 2011 – Dublin, Irland
- 2011 – Bielefeld, Tyskland
- 2011 – Toronto, Kanada
- 2012 – Denver, USA
- 2012 – Århus, Danmark
- 2012 – Greåker, Norge
- 2012 – Melbourne, Australien
- 2012 – Göteborg, på svenska
- 2015 – Sverige, (konsertturné)
- 2017 – Kristianstad, på svenska, nyorkestrering
- 2018 – Helsingfors, på svenska, orkestrering från Kristianstad
- 2019 – Säffle, på svenska, orkestrering från Kristianstad
- 2022 - Helsingborg, på svenska
- 2025 - Dalhalla (chess in concert)

## Priser och nomineringar
| År   | Utmärkelse              | Kategori                       | Nominerad                                          | Resultat  |
| ---- | ----------------------- | ------------------------------ | -------------------------------------------------- | --------- |
| 1986 | Laurence Olivier Awards | Bästa manliga musikalartist    | Tommy Körberg                                      | Nominerad |
| 1986 | Laurence Olivier Awards | Bästa kvinnliga musikalartist  | Elaine Paige                                       | Nominerad |
| 1986 | Laurence Olivier Awards | Bästa musikal                  | Benny Andersson, Björn Ulvaeus och Tim Rice        | Nominerad |
| 1988 | Drama Desk Awards       | Bästa manliga musikalartist    | David Carroll                                      | Nominerad |
| 1988 | Drama Desk Awards       | Bästa kvinnliga musikalartist  | Judy Kuhn                                          | Nominerad |
| 1988 | Drama Desk Awards       | Bästa manliga biroll i musikal | Harry Goz                                          | Nominerad |
| 1988 | Drama Desk Awards       | Bästa musik                    | Björn Ulvaeus och Benny Andersson                  | Nominerad |
| 1988 | Drama Desk Awards       | Bästa ljus                     | David Hersey                                       | Nominerad |
| 1988 | Theatre World Award     | Theatre World Award            | Philip Casnoff                                     | Vann      |
| 2003 | Guldmasken              | Bästa manliga musikalartist    | Tommy Körberg                                      | Vann      |
| 2003 | Guldmasken              | Bästa kvinnliga musikalartist  | Helen Sjöholm                                      | Vann      |
| 2003 | Guldmasken              | Bästa manliga biroll           | Anders Ekborg                                      | Nominerad |
| 2003 | Guldmasken              | Bästa regi                     | Lars Rudolfsson                                    | Nominerad |
| 2003 | Guldmasken              | Bästa koreografi               | Peter Jacobsson och Thomas Caley                   | Vann      |
| 2003 | Guldmasken              | Bästa scenografi               | Robin Wagner                                       | Vann      |
| 2003 | Guldmasken              | Bästa kostym                   | Inger Elvira Pehrsson                              | Vann      |
| 2003 | Guldmasken              | Juryns specialpris             | Björn Ulvaeus, Benny Andersson och Lars Rudolfsson | Nominerad |
| 2003 | Guldmasken              | Privatteatrarnas pris          | Björn Ulvaeus och Benny Andersson                  | Vann      |